# Abdelhamid Hergal
Abdelhamid Hergal, aussi orthographié Harguel, Hargel ou Herguel (arabe : عبد الحميد الهرقال), né le 27 janvier 1959 à Tunis, est un footballeur tunisien ayant évolué au poste d'attaquant (ailier droit), au sein du Stade tunisien et de l'Espérance sportive de Tunis, ainsi qu'en équipe de Tunisie. Il est le meilleur buteur en championnat, dans l'histoire du Stade tunisien, avec 85 buts.

## Carrière

### Débuts
Abdelhamid Hergal, connu à ses débuts sous le nom d'Abdelhamid Ayari, pratique le football dès son enfance à travers de simples matchs de quartier. À l'âge de quinze ans, il signe sa première licence au Stade tunisien contre l'avis de son père mais grâce au soutien de son frère aîné. Il se retrouve au sein de la sélection participant à la coupe du monde juniors organisée par la Tunisie en 1977.

### Clubs
En 1977-1978, il intègre l'équipe des seniors, à l'occasion d'un match face au Sfax railway sport. Le 17 septembre 1978, Hergal participe à son premier derby tunisois face à l'Espérance sportive de Tunis (EST), inscrivant l'unique but du match. Le Stade tunisien finit deuxième du championnat, à un point du Club africain, soit son meilleur classement depuis son dernier sacre en 1965.
En 1980-1981, Hergal et son équipe se contentent de la septième place au championnat et d'une finale de coupe face à l'Étoile sportive du Sahel. L'ailier droit opère alors une mutation, devenant le patron de l'entrejeu, d'autant qu'Hichem Ncibi s'affirme sur le flanc droit.
Le retour de Néjib Limam en 1981 permet à Hergal de bénéficier d'un éventail technico-tactique précieux. Le Stade tunisien en tire quelques bénéfices, terminant à la quatrième place du championnat, parcours marqué par un festival offensif contre le Sfax railway sport (6-1). La méthode de l'entraîneur contrarie toutefois le joueur et leur relation devient parfois tendue.
Le joueur fait des concessions et le Stade tunisien s'en porte mieux, terminant ex æquo avec le Club athlétique bizertin en 1983-1984 et en concédant le titre que par différence de buts à l'aller. La déception est énorme, conduisant le club à terminer à la sixième place en 1984-1985, à treize points de l'EST.
Après un bref intermède au Sur Sports Club (Oman), Hergal retrouve le Stade tunisien et dispute sa troisième finale de coupe face au Club africain. Frustré par cette nouvelle défaite, il signe une licence à l'EST mais connaît des difficultés d'accommodation. S'il dispute quelques rencontres avec plus ou moins de réussite, il partage néanmoins avec les joueurs de l'EST son premier titre national.

### Sélection nationale

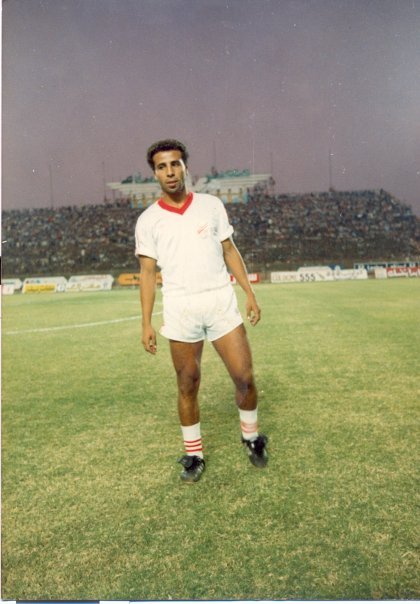
Hergal portant les couleurs de l'équipe nationale.

Six mois après ses débuts avec les seniors du Stade tunisien, il dispute son premier match international face à l'AS Cannes (1-0), le 14 mars 1979, sous la direction d'Ameur Hizem, et intègre l'équipe de Tunisie.
Son premier match officiel est marqué par une difficile victoire sur la Libye dans le cadre des éliminatoires des Jeux olympiques de 1980 (1-0), suivie d'une déroute à Tripoli (0-3). À Split, la Tunisie ne connaît pas une meilleure réussite lors des Jeux méditerranéens de 1979 et, le 12 juillet 1980, elle échoue dans sa tentative de participer à une nouvelle coupe du monde. À partir d'avril 1983, Hergal est l'un des piliers de la sélection nationale mais l'élimination au dernier tour de la CAN 1984 par l’Égypte, le fiasco sportif et extra-sportif aux Jeux méditerranéens de 1983 et l'élimination au dernier tour des qualifications pour la coupe du monde de 1986 par l’Algérie le frustre. Il se console d'avoir été le seul à rivaliser avec les Algériens lors d'une double confrontation en octobre 1985 (1-4 et 0-3).
L'international se montre à son avantage lors de la deuxième moitié de sa carrière. Après sa démonstration face à la Bulgarie, le 29 août 1986, il revit la même désillusion en qualifications pour la coupe du monde de 1990, en butant sur le Cameroun et Joseph-Antoine Bell en novembre 1989. Le 2 juin 1990 à El Menzah, il surprend l'équipe d'Angleterre et son gardien Peter Shilton grâce à un tir lobé des quarante cinq mètres. La suite de sa carrière se limite à une rencontre amicale face à la Turquie (0-0) en mars 1990 puis à trois rencontres officielles face au Tchad (2-1) et à l’Égypte (2-2 et 2-2) lors des éliminatoires de la CAN 1992. Le 26 juillet 1991, sa carrière internationale prend fin sur un bilan de 74 rencontres et douze buts.

### Fédération
Élu membre du bureau de la Fédération tunisienne de football, sous la présidence de Tahar Sioud, il occupe le poste de chef de délégation et de premier responsable de l'équipe de Tunisie en 2008.

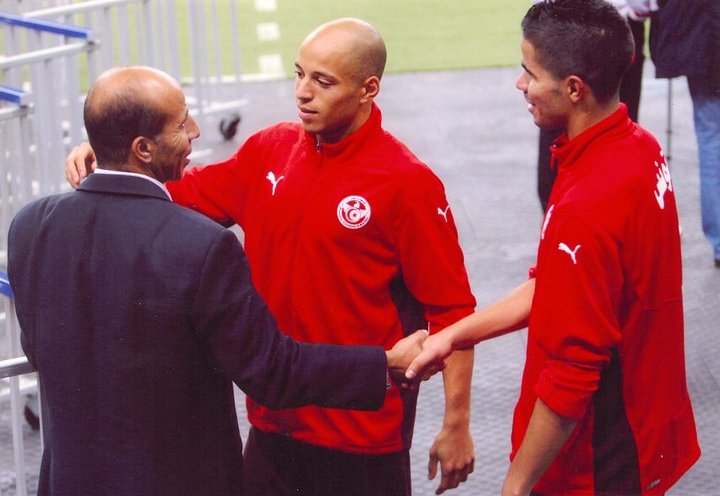
Hergal avec Yassin Mikari et Tijani Belaïd
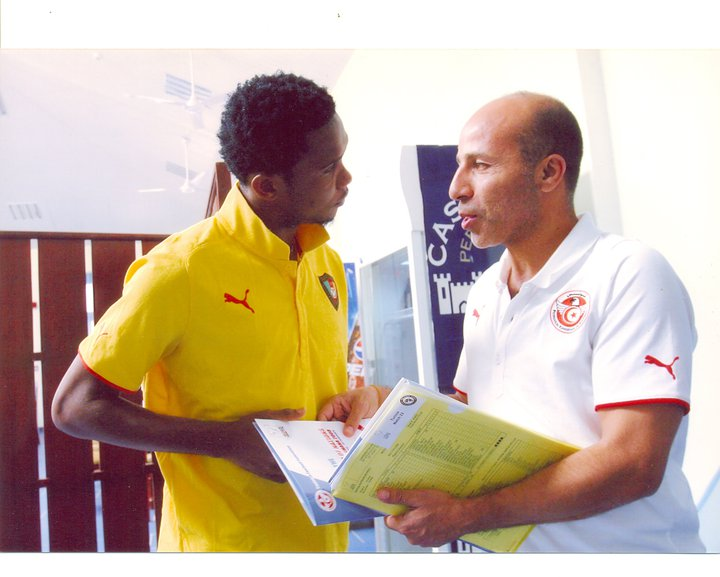
Hergal avec Samuel Eto'o

## Palmarès
- Soulier d'or et meilleur buteur du championnat de Tunisie en 1989
- Champion de Tunisie en 1993